# أنجالي
أنجالي (بالتيلوغوية: అంజలి)‏ هي عارضة وممثلة هندية، ولدت في 11 سبتمبر 1986 في الهند. من الجوائز التي نالتها جائزة فيلم فير جنوب.

## جوائز
- جائزة فيلم فير جنوب

## وصلات خارجية
- أنجالي على موقع IMDb (الإنجليزية)
- أنجالي على موقع أول موفي (الإنجليزية)
- أنجالي على موقع قاعدة بيانات الفيلم (الإنجليزية)